# Brazieria lutaria
Brazieria lutaria é uma espécie de gastrópode  da família Zonitidae.
É endémica da Micronésia.